# Silicon Wadi

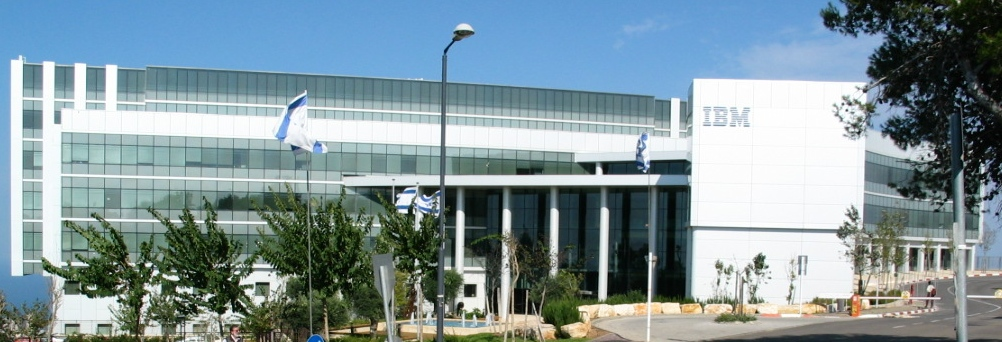
O centro de pesquisas da IBM em Israel - o IBM Haifa Labs localizado na cidade de Haifa.

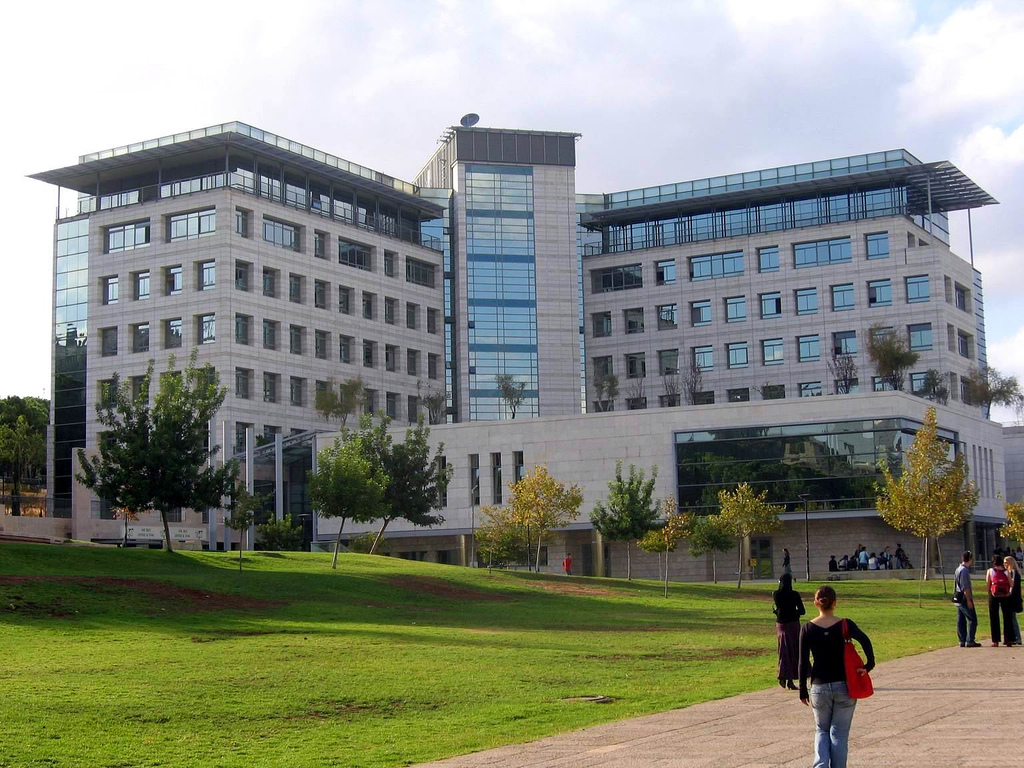
A faculdade de ciência da computação do Technion, considerado o MIT de Israel.

Silicon Wadi (em hebraico:  סיליקון ואדי, tradução: "Vale do Silício") é uma área com alta concentração de indústrias de tecnologia de ponta na planície da costa mediterrânea de Israel, similarmente ao vale do silício na Califórnia, nos Estados Unidos. O Silicon Wadi é considerado o 2º maior do mundo, atrás apenas do seu similar californiano. A área cobre uma grande parte do país, embora as altas concentrações de indústrias de tecnologia de ponta encontram-se especialmente na zona dos arredores de Tel Aviv, incluindo pequenas aglomerações em volta das cidades de Ra'anana, Herzliya, Cesaréa, Haifa, a cidade acadêmica de Rehovot e sua vizinha Rishon Le Zion. Mais recentemente, novas aglomerações tem sido estabelecidas nos arredores de Jerusalém, com seus novos parques de ciência em Malha e Har Hotzvim, como também em pequenas cidades como Yokneam Illit no norte de Israel, e na primeira "cidade privada" de Israel, a Airport City, do lado de Tel Aviv.
Muitas empresas de tecnologia internacionais têm instalações de pesquisa e desenvolvimento na região, incluindo os gostos de Intel, IBM, Google, Hewlett-Packard, a Philips, a Cisco Systems, a Oracle Corporation, SAP, BMC Software, Microsoft, Motorola e CA. Muitas empresas israelenses de alta tecnologia são baseados na região, incluindo Zoran Corporation, CEVA Inc., Aladdin Knowledge Systems, NICE Systems, Horizonte Semiconductors, a RAD Data Communications, RADWIN, Radware, Tadiran Telecom, Radvision, Check Point Software Technologies, Amdocs, Babylon Ltd., Elbit, Israel Aerospace Industries eo designer de equipamentos solares térmicos e fabricante Solel.